# 蒙萨克索内
蒙萨克索内（法語：Mont-Saxonnex，法語發音：[mɔ̃ saksɔnɛ]）是法国上萨瓦省的一个市镇，属于博讷维尔区。

## 地理
蒙萨克索内（46°3'16"N, 6°29'4"E）面积26.28 平方千米，位于法国奥弗涅-罗讷-阿尔卑斯大区上萨瓦省，该省份为法国东部省份，历史上为薩伏依的一部分，北与瑞士接壤，西接安省，南至萨瓦省，东与瑞士和意大利接壤。
与蒙萨克索内接壤的市镇（或旧市镇、城区）包括：博訥維爾、布里宗、马尔纳、勒勒波苏瓦尔、武日、大博尔南。

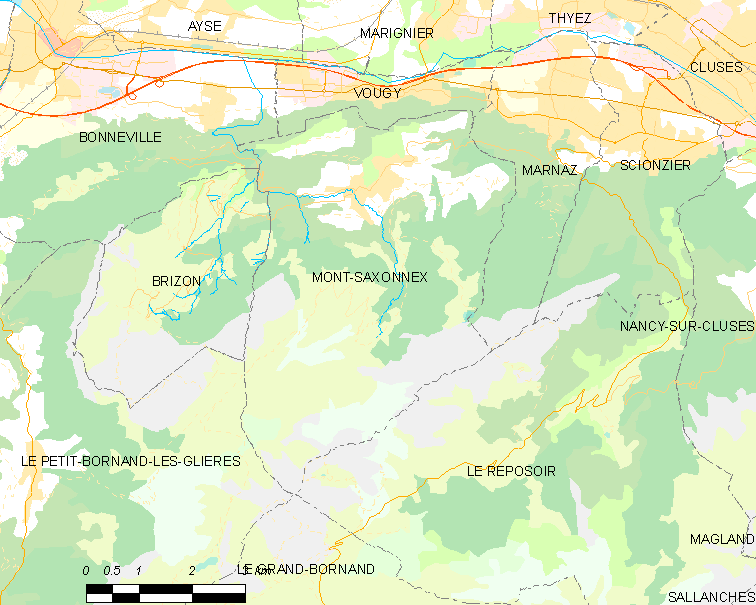
蒙萨克索内的OSM定位图

蒙萨克索内的时区为UTC+01:00、UTC+02:00（夏令时）。

## 行政
蒙萨克索内的邮政编码为74130，INSEE市镇编码为74189。

## 政治
蒙萨克索内所属的省级选区为克吕斯县。

## 人口

1962-2008年间蒙萨克索内人口变化图示

蒙萨克索内于2022年1月1日时的人口数量为1637人。